# تصنيف فاغنر
في الرياضيات والفيزياء النظرية، يعتبر تصنيف فاغنر تصنيفًا لغير السالب {\displaystyle ~(~E\geq 0~)~} غير القابل للاختزال من مجموعة بوانكاريه التي لها قيم ذاتية ومتجهات ذاتية (نظرًا لأن هذه المجموعة غير مضغوطة، فإن هذه التمثيلات الأحادية لا نهائية الأبعاد). تم تقديمه بواسطة يوجين فاغنر، لتصنيف الجسيمات والحقول في الفيزياء وخاصَّة فيزياء الجسيمات ونظرية التمثيل. وهي تعتمد على مجموعات التثبيت الفرعية لتلك المجموعة، والتي يطلق عليها اسم مجموعات فاغنر الصغيرة لحالات الكتلة المختلفة.
ثوابت كاسيمير لمجموعة بوانكاريه هي {\displaystyle ~C_{1}=P^{\mu }\,P_{\mu }~,} ( ترميز أينشتاين ) حيث P هي عامل الزخم 4، و {\displaystyle ~C_{2}=W^{\alpha }\,W_{\alpha }~,} أين W هو معامل بول لوبانسكي. تعمل القيم الذاتية لهؤلاء المشغلين على تسمية التمثيلات. الأول يرتبط بالكتلة التربيعية والثاني مع الحلزونية أو اللف المغزلي (الدوران).
وبالتالي يمكن تصنيف التمثيلات المادية ذات الصلة وفقًا للتالي:
- {\displaystyle ~m>0~;}
- {\displaystyle ~m=0~} لكن {\displaystyle ~P_{0}>0~;\quad } أم ماذا
- {\displaystyle ~m=0~} مع {\displaystyle ~P^{\mu }=0~,{\text{ for }}\mu =0,1,2,3~.}

وجد فاغنر أن الجسيمات عديمة الكتلة تختلف اختلافًا جوهريًا عن الجسيمات الضخمة.
للحالة الأولى
لاحظ أن قيم ذاتية ومتجهات ذاتية (الفضاءات المعممة للمشغلين غير المحدودين ) المرتبطة بـ {\displaystyle ~P=(m,0,0,0)~} هو تمثيل زمرة متعامدة (SO (3)).
في تفسير الشعاع، يمكن للمرء أن ينتقل إلى سبين (3) بدلاً من ذلك. لذلك، يتم تصنيف الحالات الضخمة من خلال تمثيل أحادي غير قابل للاختزال يميز دورانها، والكتلة الموجبة، m.
للحالة الثانية
{\displaystyle ~P=(k,0,0,-k)~.}
هذا هو الغلاف المزدوج لتمثيل شعاع الوحدة. لدينا حالتان، واحدة حيث يتم وصف تمثيل غير قابل للاختزال بواسطة مضاعف متكامل لـ12 في حلزونية، والآخر يسمى اصطلاحًا «تدور المستمر».
- الحالة الأخيرة تصف الفراغ. الحل الوحدوي ذو الأبعاد المحدودة الوحيد هو التمثيل التافه الذي يسمى الفراغ.[11]

## الحقول العددية الضخمة
كمثال، يُمكن نتخيل التمثيل الوحدوي غير القابل للاختزال باستخدام {\displaystyle ~m>0~,} و{\displaystyle ~s=0~.} إنه يتوافق مع مساحة الحقول العددية الضخمة.
M هي الورقة الزائدة المحددة بواسطة:
{\displaystyle ~P_{0}^{2}-P_{1}^{2}-P_{2}^{2}-P_{3}^{2}=m^{2}~,\quad } {\displaystyle ~P_{0}>0~.}
يقيد مقياس متعدد شعب ريماني على M، مما يعطي M الهيكل المتري لمساحة زائدية، على وجه الخصوص هو نموذج للفضاء الزائدي، (مكان مينكوفسكي للإثبات). تعمل مجموعة بوانكاريه P على M لأن (سيان إجراء مجموعة الترجمة الفرعية ℝ4 مع إضافة داخل P تُحافظ على مكان مينكوفسكي ℝ4 الداخلي، ويعمل عنصر x من المجموعة الفرعية للترجمة ℝ4 من مجموعة بوانكاريه {\displaystyle ~L^{2}(M)~} عن طريق الضرب بمضاعفات المرحلة المناسبة {\displaystyle ~\exp \left(-i{\vec {p}}\cdot {\vec {x}}\right)~,} أين {\displaystyle ~p\in M~.} يمكن الجمع بين هذين الإجراءين بطريقة ذكية باستخدام التمثيلات المستحثة للحصول على إجراء P يعمل على {\displaystyle ~L^{2}(M)~,} الذي يجمع بين حركات M وضرب الطور.
ينتج عن هذا إجراء لمجموعة بوانكاريه على مساحة الوظائف القابلة للتكامل المربعة المحددة على السطح الفائق M في مساحة مينكووسكي. يمكن اعتبار هذه المقاييس المحددة في مساحة مينكووسكي التي تتركز على المجموعة M المحددة بواسطة:
{\displaystyle E^{2}-P_{1}^{2}-P_{2}^{2}-P_{3}^{2}=m^{2}~,\quad } {\displaystyle ~E~\equiv ~P_{0}>0~.}
ينتج تحويل فورييه (في جميع المتغيرات الأربعة) لمثل هذه المقاييس طاقة موجبة،  حلول الطاقة المحدودة لمعادلة كلاين-جوردون المحددة في فضاء مينكووسكي، وهي:
{\displaystyle {\frac {\partial ^{2}}{\partial t^{2}}}\psi -\nabla ^{2}\psi +m^{2}\psi =0,}
بدون وحدات مادية. بهذه الطريقة، فإن ملف {\displaystyle ~m>0,\quad s=0~} يتم تحقيق التمثيل غير القابل للاختزال لمجموعة بوانكاريه من خلال عملها على مساحة مناسبة من حلول معادلة الموجة الخطية.

## نظرية التمثيلات الإسقاطية
جسديًا، يهتم المرء بالتمثيلات الأحادية <i id="mwfg">الإسقاطية</i> غير القابلة للاختزال لمجموعة بوانكاريه. بعد كل شيء، متجهان في فضاء هيلبرت الكمومي يختلفان بالضرب بواسطة ثابت يمثلان نفس الحالة الفيزيائية. وبالتالي، فإن عاملين وحدويين يختلفان في مضاعفات الهوية لهما نفس الإجراء على الحالات المادية. لذلك فإن العوامل الوحدوية التي تمثل تناظر بوانكاريه يتم تعريفها فقط على أساس ثابت - وبالتالي فإن قانون تكوين المجموعة يحتاج فقط إلى الثبات.
وفقًا لنظرية بارجمان، فإن كل تمثيل موحد إسقاطي لمجموعة بوانكاريه يأتي لتمثيل أحادي عادي لغلافها الشامل، وهو غطاء مزدوج. (تنطبق نظرية بارجمان لأن الغلاف المزدوج لمجموعة بوانكاريه لا يعترف بأي امتدادات مركزية غير تافهة أحادية البعد).
يعد التمرير إلى الغلاف المزدوج أمرًا مهمًا لأنه يسمح بحالات الدوران نصف الفردية والأرقام الصحيحة. في حالة الكتلة الموجبة، على سبيل المثال، تكون المجموعة الصغيرة هي SU (2) بدلاً من SO (3)، تتضمن تمثيلات SU (2) كلاً من حالات الدوران الأعداد الصحيحة ونصف العددية.
نظرًا لأن المعيار العام في نظرية بارجمان لم يكن معروفًا عندما قام فاغنر بتصنيفه، فقد احتاج أن يوضح يدويًا (§5 من الورقة) أنه يمكن اختيار المراحل في المشغلين لتعكس قانون التكوين في المجموعة، حتى علامة، والتي يتم احتسابها بعد ذلك عن طريق تمريرها إلى الغلاف المزدوج لمجموعة بوانكاريه.

## التصنيف
تُستثنى من هذا التصنيف المحاليل التكيونية، والمحاليل التي لا تحتوي على كتلة ثابتة، والبنية التحتية التي لا تحتوي على كتلة ثابتة، وما إلى ذلك. مثل هذه الحلول لها أهمية مادية، عند النظر في الحالات الافتراضية. ومن الأمثلة الشهيرة حالة التشتت غير المرن العميق، حيث يتم تبادل فوتون افتراضي يشبه الفضاء بين اللبتون الوارد والهادرون الوارد. هذا يبرر إدخال الفوتونات المستقطبة بشكل عرضي وطولي، والمفهوم المرتبط بوظائف البنية المستعرضة والطولية، عند النظر إلى هذه الحالات الافتراضية على أنها مجسات فعالة للكوارك الداخلي ومحتويات الغلوون من الهادرونات. من وجهة نظر رياضية، يعتبر المرء مجموعة SO (2،1) بدلاً من مجموعة SO (3) المعتادة التي تمت مواجهتها في الحالة الضخمة المعتادة التي نوقشت أعلاه. هذا ما يفسر حدوث اثنين من نواقل الاستقطاب العرضي {\displaystyle ~\epsilon _{T}^{\lambda =1,2}~} و {\displaystyle ~\epsilon _{L}~} التي ترضي {\displaystyle ~\epsilon _{T}^{2}=-1~} و {\displaystyle ~\epsilon _{L}^{2}=+1~,} ليتم مقارنتها بالحالة المعتادة لملف {\displaystyle ~Z_{0}~} البوزون الذي يحتوي على ثلاثة نواقل استقطاب {\displaystyle ~\epsilon _{T}^{\lambda }{\text{ for }}\lambda =1,2,3~;} كل واحد منهم مرضي {\displaystyle ~\epsilon _{T}^{2}=-1~.}.